# Lintneria eremitus
Lintneria eremitus là một loài bướm đêm thuộc họ Sphingidae. Nó được tìm thấy ở các khu vực ôn đới miền đông Hoa Kỳ, phía bắc into miền nam Canada ở Đại bình nguyên. Chúng ưa thích vườn, nhưng phổ biến ở nơi có phấn hoa và loài cây chủ ấu trùng
Sải cánh dài 65–75 mm. Có một lứa một năm con trưởng thành bay từ cuối tháng 6 đến tháng 8.

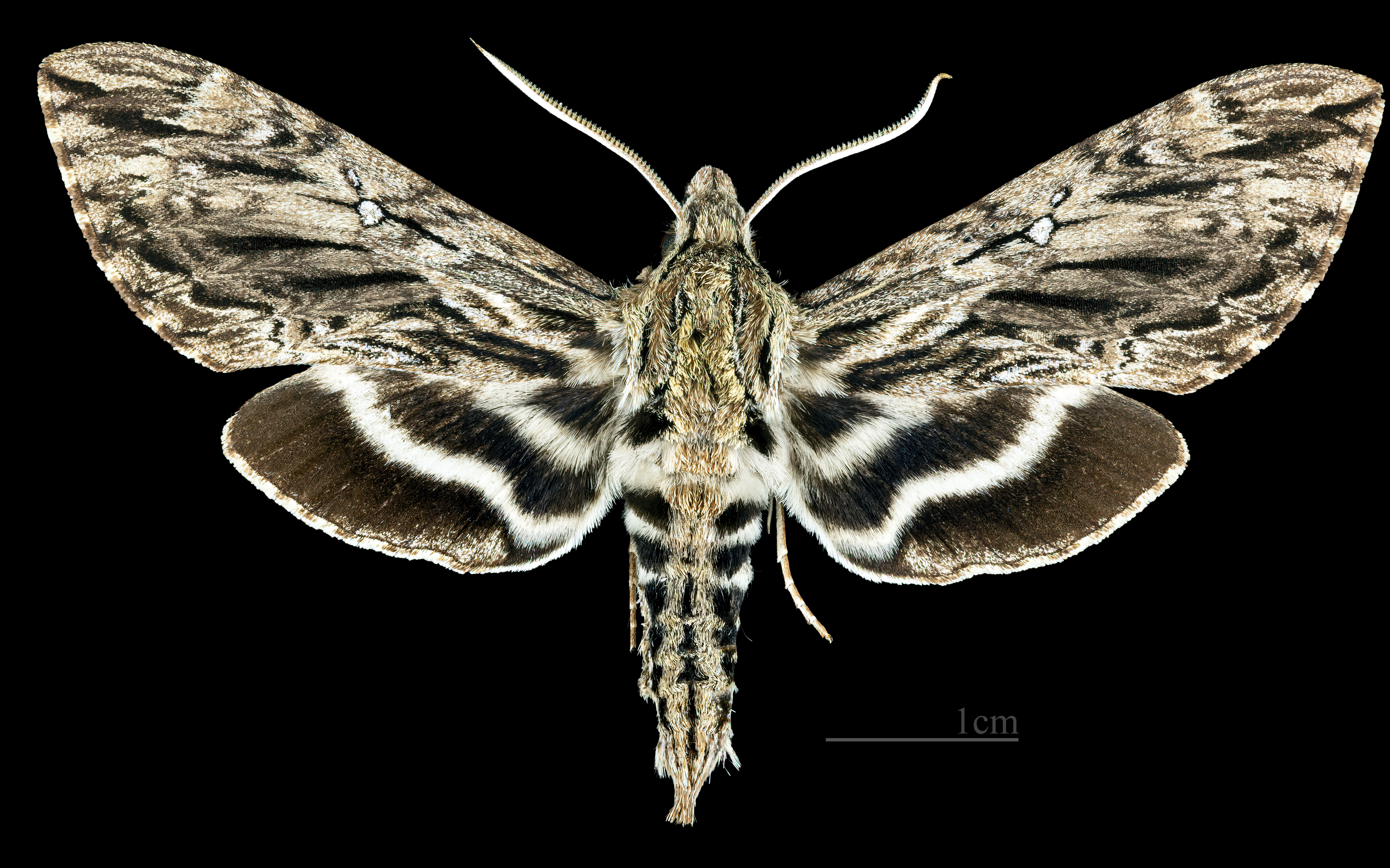
Lintneria eremitus ♂
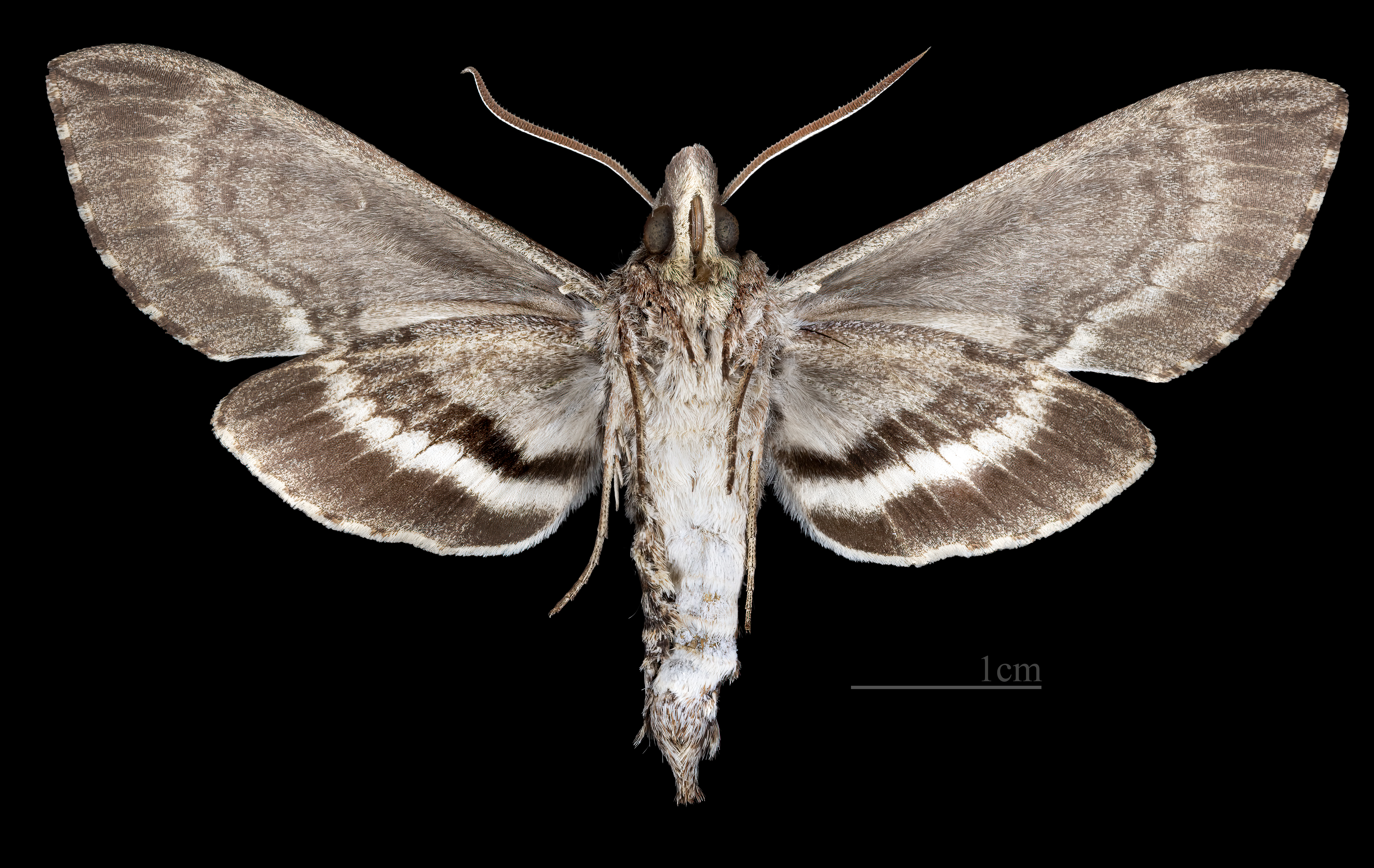
Lintneria eremitus ♂  △
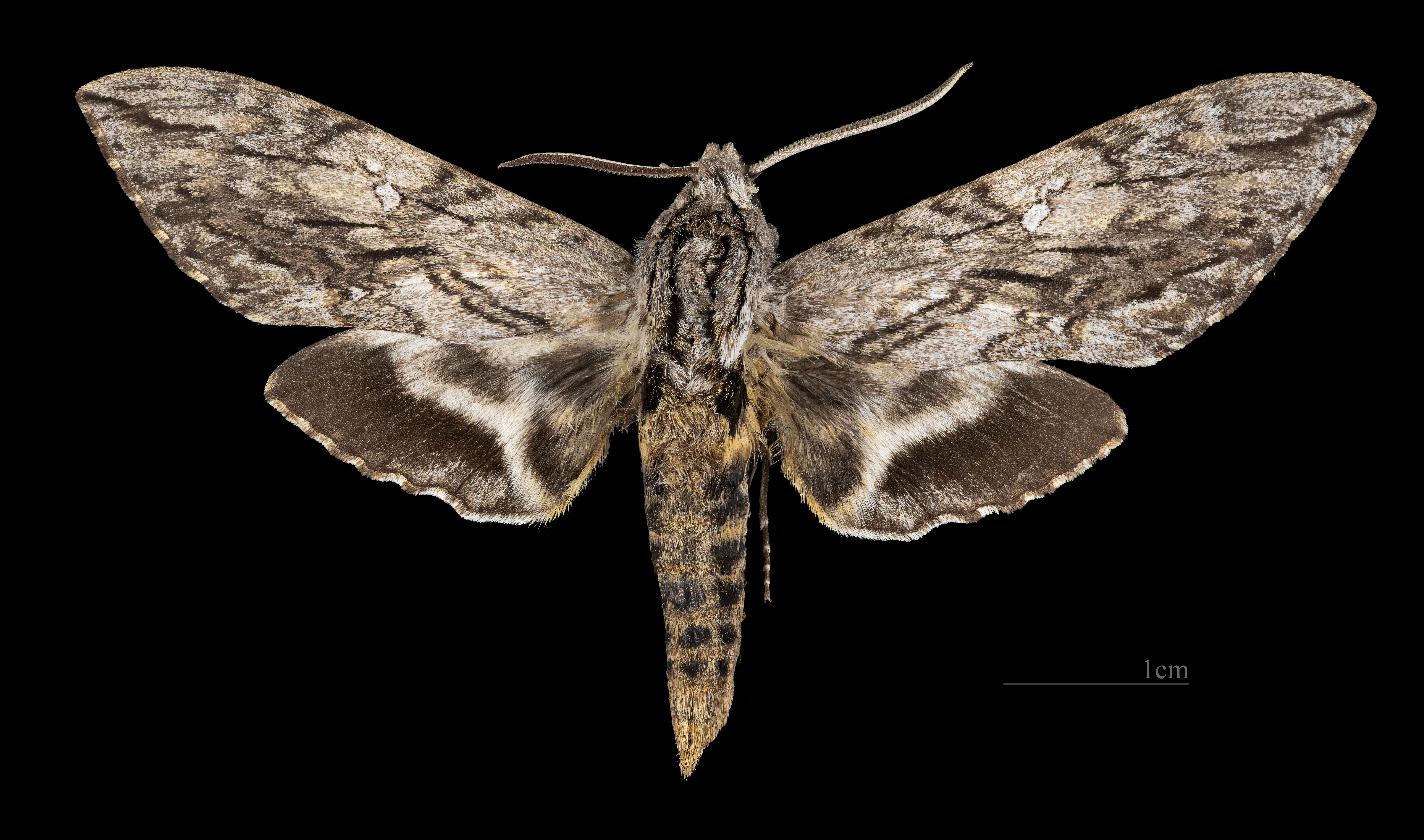
Lintneria eremitus ♀
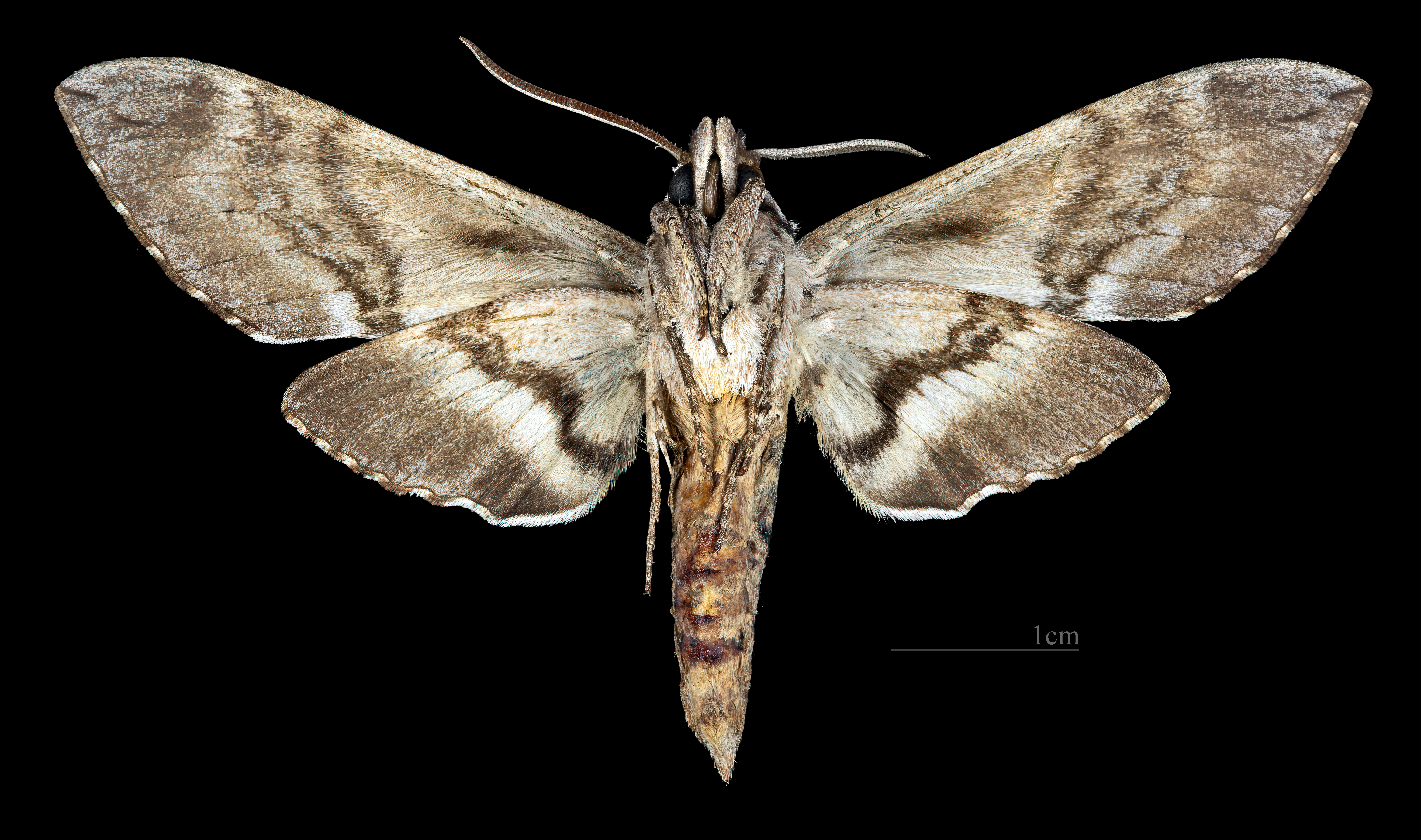
Lintneria eremitus ♀  △

Ấu trùng ăn nhiều cây Lamiaceae, như Lycopus, Mentha, Monarda và Salvia.